# 33. Jahrhundert v. Chr.
Portal Geschichte | Portal Biografien | Aktuelle Ereignisse | Jahreskalender | Tagesartikel

◄ |
5. Jt. v. Chr. |
4. Jahrtausend v. Chr. | 3. Jt. v. Chr.  ►

◄ |
35. Jh. v. Chr. |
34. Jh. v. Chr. |
33. Jahrhundert v. Chr. |
32. Jh. v. Chr. |
31. Jh. v. Chr. |
►
Das 33. Jahrhundert v. Chr. begann am 1. Januar 3300 v. Chr. und endete am 31. Dezember 3201 v. Chr. Dies entspricht dem Zeitraum 5249 bis 5149 vor heute oder dem Intervall 4545 bis 4466 Radiocarbon-Jahre.

## Zeitalter/Epoche
- Subboreal (3710 bis 450 v. Chr.).
- Um 3300 v. Chr. beginnt das Spätneolithikum der Jungsteinzeit bzw. die Kupfersteinzeit in Mitteleuropa.[1]
- Um 3300 v. Chr. Einsetzen der Bronzezeit in Palästina und generell im Gebiet des Fruchtbaren Halbmonds.

## Ereignisse

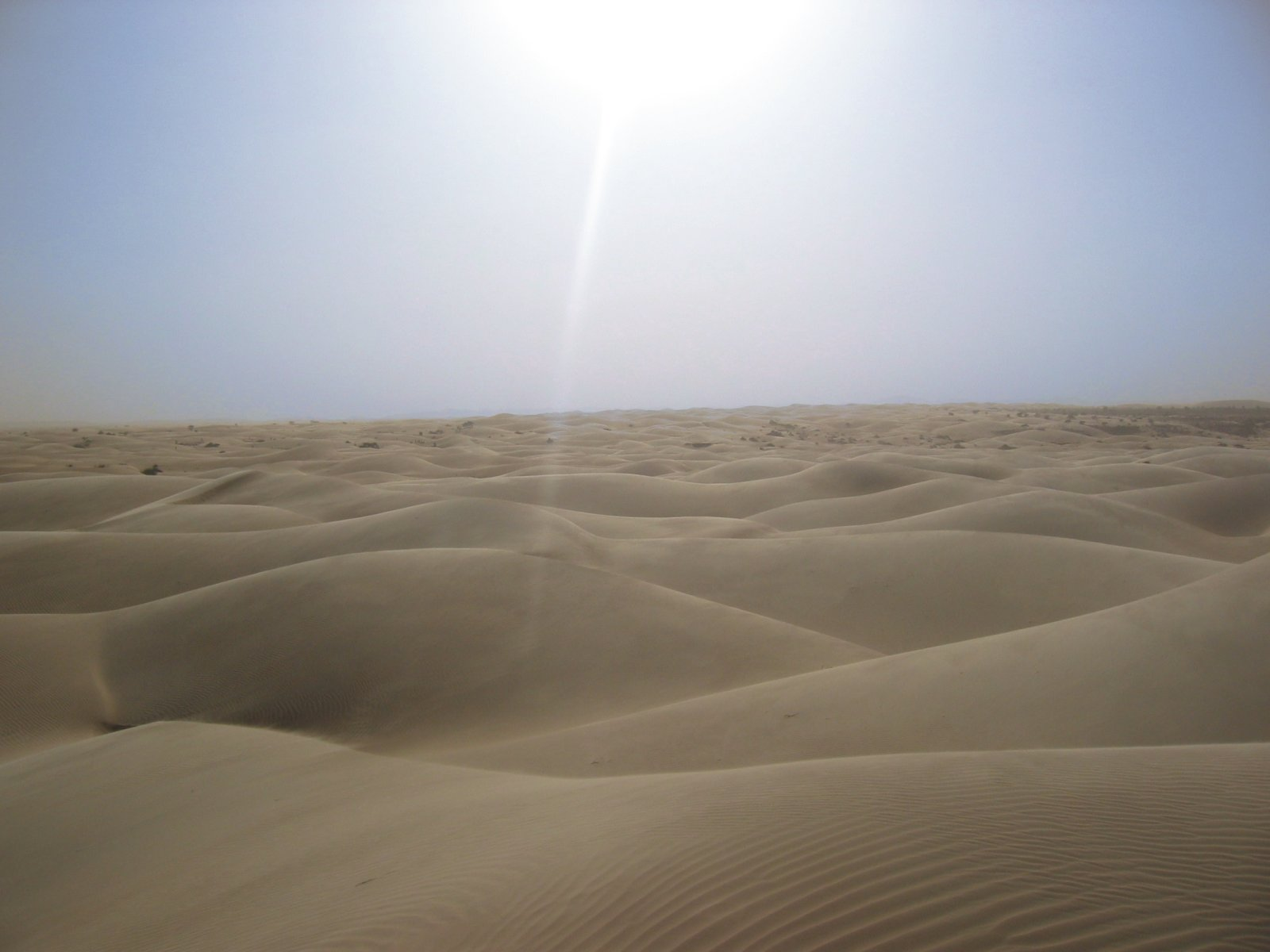
Sandwüste in der Sahara

- Um 3250 v. Chr. kommt es zu einer drastischen Klimaveränderung, die auf eine Verringerung der Sonnenaktivität zurückgeführt wird.[2]
  - Von einer bewohnbaren Savannenregion wandelte sich die Sahara zu einem reinen Wüstengebiet.
  - Jahresringe an Bäumen in Irland und England bestätigen extrem trockene Wachstumsbedingungen.
  - Die Methanwerte der Eisbohrkerne von Grönland und von der Antarktis befinden sich auf ihrem niedrigsten Stand.
- Bau des Sonnenobservatoriums Newgrange in Irland im Zeitraum 3300 bis 2900 v. Chr.
- Der Rote Tempel des Altarberges Monte d’Accoddi im Nordwesten Sardiniens wird um 3300 v. Chr. errichtet.
- Schöpfung des in Sanskrit verfassten Rigvedas laut indischer Tradition.

## Erfindungen
- Früheste Anfänge der Indus-Schrift in Harappa um 3300 v. Chr.
- Piktogramme in Uruk ab 3300 v. Chr. und Beginn der Keilschrift.
- Die Töpferscheibe wird um 3250 v. Chr. zum ersten Mal im Alten Orient benutzt.
- Ab 3200 v. Chr. Auftreten von Rollsiegeln in der Uruk-IV-Schicht.

## Personen
- Um 3250 v. Chr.: Beginn der 0. Dynastie in Ägypten mit legendären Herrschern wie Pen-abu, Pe-Hor, Skorpion I. und Hedju-Hor.
- Krishna, Avatar und Inkarnation Vishnus, soll am 19./21. Juli 3228 v. Chr. geboren sein.
- frühster  Todeszeitpunkt von Ötzi (3359 und 3105 v. Chr.)

## Archäologische Kulturen

### Kulturen in Nordafrika
- Capsien (9000 bis 3000 v. Chr.) in Algerien, und in Tunesien
- Tenerium (5200 bis 2500 v. Chr.) in der Ténéré-Wüste mit Fundstätte Gobero
- Nubien:
  - A-Gruppe (3800 bis 3100 v. Chr.)
  - Um 3200 v. Chr. entsteht eine organisierte Gesellschaft, die jedoch bis 2600 v. Chr. ein Vasall Oberägyptens bleibt
- Ägypten:
  - Die Naqada-II-Periode (3500 bis 3200 v. Chr. – Phasen a1 und a2) mit kulturellem Ballungsraum in Hierakonpolis geht zu Ende

### Kulturen in Mesopotamien und im Nahen Osten
- Späturuk-Zeit (3400 bis 3000 v. Chr.) in Mesopotamien (Sumer), in der sich erstmals eine städtische Lebensweise bildete. Uruk war damals die führende Stadt Sumers.[3] Tempelbau am Eanna-Distrikt
- Einzelfundstätten:
  - Ninive (ab 6500 v. Chr.) im Norden Mesopotamiens – Ninive 3 bzw. Gaura A
  - Tappe Sialk (6000 bis 2500 v. Chr.) im Iran – Sialk III
  - Amuq (6000 bis 2900 v. Chr.) in der Türkei – Amuq F
  - Tell Brak (6000 bis 1360 v. Chr.) in Syrien – TW 18-19
  - Mersin (5400 bis 2900 v. Chr.) in Anatolien – Mersin 15
  - Eridu (ab 5300 bis ca. 1950 v. Chr.) in Mesopotamien – Eridu 8-6
  - Tappa Gaura (5000 bis 1500 v. Chr.) im Norden Mesopotamiens – Gaura 11-10
  - Tell Chuera (5000 bis 1200 v. Chr.) in Syrien
  - Tell Hamoukar (4500 bis 2000 v. Chr.) in Syrien
  - Arslantepe in der Türkei – Periode VII
  - Tepe Yahya im Iran – Proto-Elamitische Periode IV C (3400 bis 3000 v. Chr.)
  - Susa im Iran (ab 4000 v. Chr.) – Susa II
  - Tell Hammam et-Turkman in Syrien – Vb

### Kulturen in Ostasien
- China:

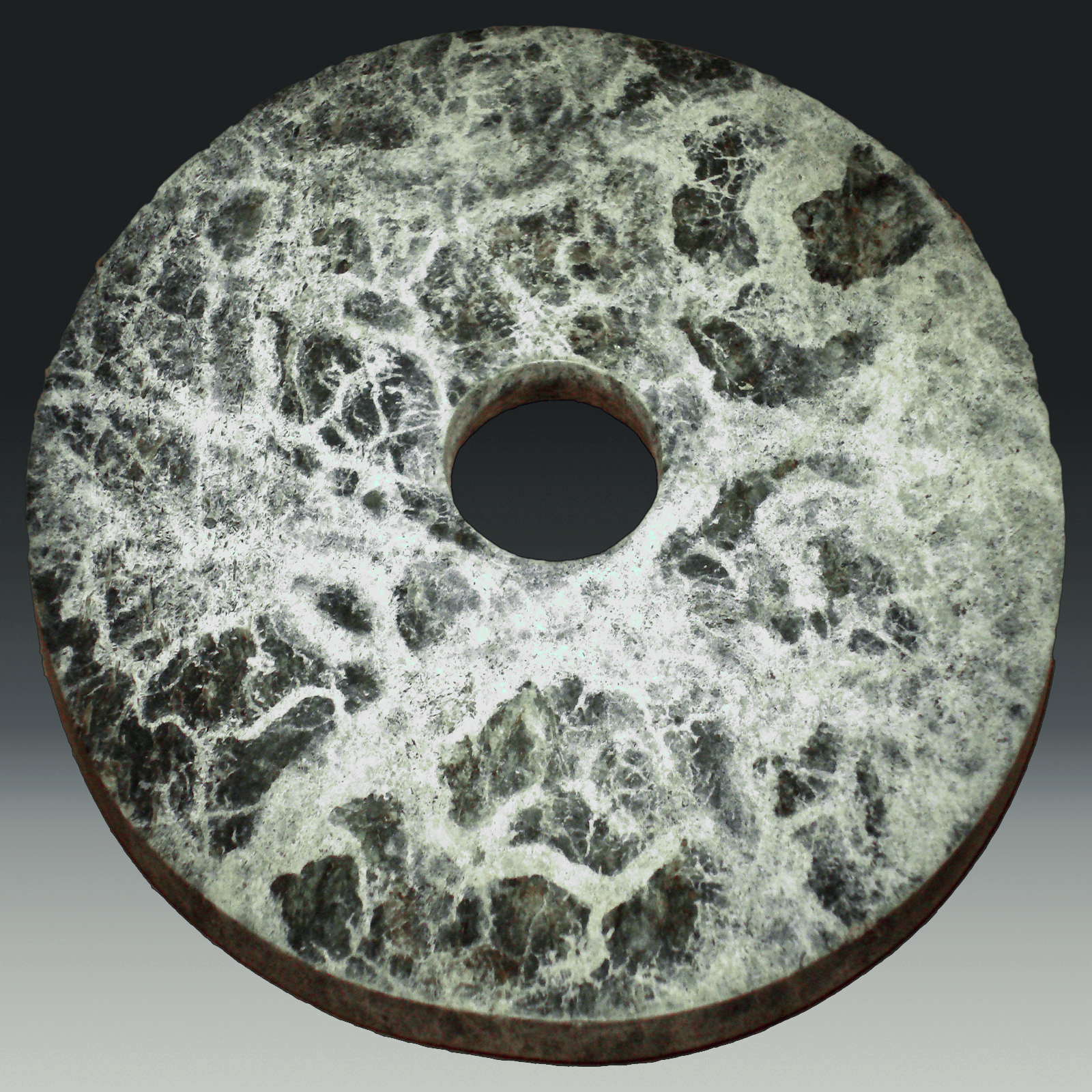
Bi-Scheibe der Liangzhu-Kultur

  - Laoguantai-Kultur (6000 bis 3000 v. Chr.), Shaanxi
  - Dadiwan-Kultur (5800 bis 3000 v. Chr.), oberer Gelber Fluss
  - Yangshao-Kultur (5000 bis 2000 v. Chr.), Zentral- und Nordchina: Miaodigou-Phase – (zirka 4000 bis 3000 v. Chr.)
  - Hongshan-Kultur (4700 bis 2900 v. Chr.), Nordostchina
  - Dawenkou-Kultur (4100 bis 2600 v. Chr.), entlang Gelbem Meer
  - Beiyinyangying-Kultur (4000 bis 3000 v. Chr.), unterer Jangtsekiang
  - Ende der Songze-Kultur (3900 bis 3200 v. Chr.), unterer Jangtsekiang
  - Miaozigou-Kultur (3500 bis 3000 v. Chr.)
  - Yingpu-Kultur (3500 bis 2000 v. Chr.) in Taiwan
  - Beginn der Liangzhu-Kultur (3400/3300 bis 2200 v. Chr.) in Südostchina
  - Die Nuomuhong-Kultur (3300 bis 2900 v. Chr.) etabliert sich zu Beginn des Jahrhunderts

- Vietnam:
  - Đa-Bút-Kultur (4000 bis 1700 v. Chr.)

- Korea:
  - Mittlere Jeulmun-Zeit (3500 bis 2000 v. Chr.)

- Japan:
  - Frühe Jōmon-Zeit (Jōmon III – 4000 bis 3000/2500 v. Chr.) mit den ersten größeren Siedlungen

### Kulturen in Südasien
- Industal:
  - Amri-Kultur (4. und 3. Jahrtausend v. Chr.)
  - Indus-Kultur: Einsetzen der Ravi-Phase von Harappa I (3300 bis 2800  v. Chr.)
    - Kalibangan I (3500 bis 2800 v. Chr.)
    - Kot Diji (3400 bis 2650 v. Chr.)

- Belutschistan:
  - Mehrgarh: Die Periode IV endet um 3250 v. Chr., sie wird abgelöst von Periode V (3250 bis 3000 v. Chr.)
  - Nal-Kultur (3800 bis 2200 v. Chr.)

### Kulturen in Nordasien
- Sibirien:
  - Afanassjewo-Kultur (3500 bis 2500 v. Chr.) in Südsibirien (Altai-Region)

- Kasachstan:
  - Botai-Kultur (3700 bis 3100 v. Chr.)

### Kulturen in Europa
- Nordeuropa:
  - Bootaxtkultur (4200 bis 2000 v. Chr.) in Skandinavien und im Baltikum

- Nordosteuropa:
  - Memel-Kultur (7000 bis 3000 v. Chr.) in Polen, Litauen und Belarus
  - Grübchenkeramische Kultur (4200 bis 2000 v. Chr. – Radiokarbonmethode: 5600 bis 2300 v. Chr.) in Norwegen, Schweden, Baltikum, Russland und Ukraine
  - Rzucewo-Kultur (5300 bis 1750 v. Chr.) im Baltikum und in Polen
  - Narva-Kultur (5300 bis 1750 v. Chr.) in Estland, Lettland und Litauen

- Osteuropa:
  - Kurgan-Kulturen (5000 bis 3000 v. Chr.) in * Kasachstan und in Osteuropa (Russland, Ukraine)
  - Jamnaja-Kultur (3600 bis 2300 v. Chr.) in Russland und in der Ukraine
  - Kura-Araxes-Kultur (3500/3000 bis 2000/1900 v. Chr.) im Kaukasus
  - Die Usatovo-Kultur (3300 bis 3200 v. Chr.) besteht nur in diesem Jahrhundert

- Südosteuropa:
  - Die Cucuteni-Kultur (4800 bis 3200 v. Chr.) in Rumänien, Moldawien und in der Ukraine geht mit der Phase Tripolje C2 zu Ende
  - Cernavodă-Kultur (4000 bis 3200 v. Chr.)  in Rumänien, Moldawien und in der  Ukraine
  - Beginn der Esero-Kultur (3300 bis 2700/2500 v. Chr.) im östlichen Balkan
  - Die Kykladenkultur in Griechenland (3200 bis 1100 v. Chr.) beginnt ab 3200 v. Chr. mit der Frühkykladischen Phase
  - Frühminoische Vorpalastzeit auf Kreta gemäß Warren und Hankey (1989) – FM I (3650/3500 bis 3000 v. Chr.)[4] Laut Manning (1995) liegt der Beginn des FM I jedoch wesentlich später, nämlich erst bei 3100/3000 v. Chr.;[5] in der niedrigen und in der hohen Datierung erfolgt er bereits bei 3300 v. Chr.

- Mitteleuropa:
  - Trichterbecherkultur (nördliches Mitteleuropa) – 4200 bis 2800 v. Chr.
  - Badener Kultur (3500 bis 2800 v. Chr.) in Österreich, Ungarn
  - Chamer Kultur – Bayern, Tschechien, Österreich – 3500 bis 2700 v. Chr.
  - Die Mondseekultur (3770 bis 3200 v. Chr.) im Salzkammergut verschwindet
  - Wartberg-Kultur in Nordhessen – 3500 bis 2800 v. Chr.
  - Horgener Kultur (3500 bis 2800 v. Chr.) in der Schweiz und in Südwestdeutschland
  - Salzmünder Kultur (3400 bis 3000 v. Chr.) in Deutschland
  - Vlaardingen-Kultur (3350 bis 1950 v. Chr.) in den Niederlanden

- Westeuropa:
  - Die Kultur der Unstan Ware (3600/3500 bis 3200 v. Chr.) in Schottland verschwindet gegen Ende des Jahrhunderts
  - Peterborough Ware (3400 bis 2500 v. Chr.) in Großbritannien
  - Kultur der Grooved Ware in Großbritannien und Irland (3400 bis 2000 v. Chr.)
  - Chassey-Lagozza-Cortaillod-Kultur (4600 bis 2400 v. Chr.) in Frankreich, Schweiz und Italien
  - Almeríakultur (3250 bis 2550 v. Chr.) in Südostspanien – Almeria I
  - Megalithkulturen:
    - Frankreich (4700 bis 2000 v. Chr.)
    - Iberische Halbinsel (4000 bis 2000 v. Chr.) (Spanien und Portugal)
    - Sardinien: Auslaufen der Ozieri-Kultur (4000 bis 3200 v. Chr.)
    - Malta: Die Ġgantija-Phase der Tempelperiode (3600 bis 3300/3000 v. Chr.) erreicht ihr Ende, es beginnt die Saflieni-Phase (3300 bis 3000 v. Chr.)

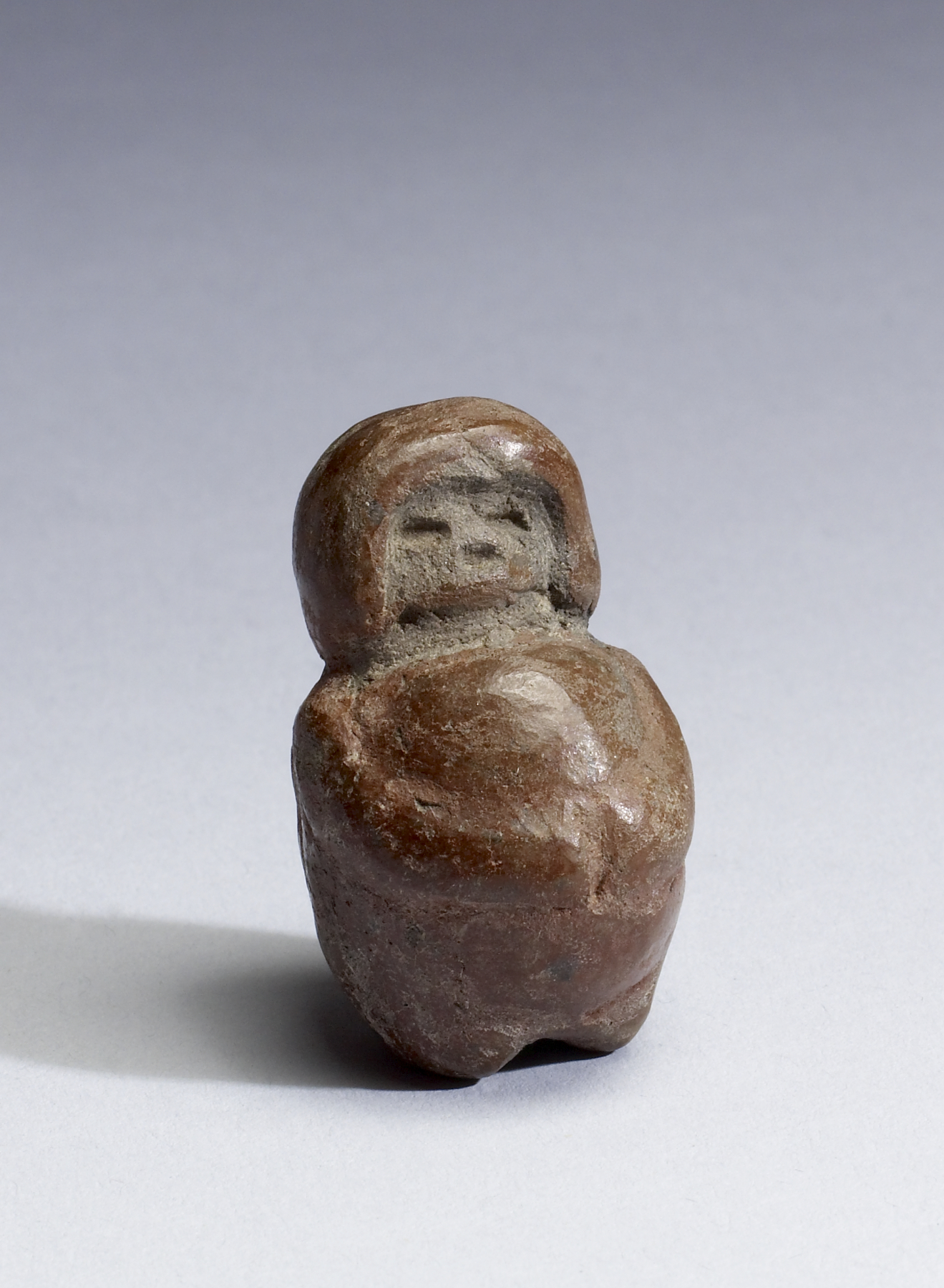
Frauenfigurine der Valdivia-Kultur

### Kulturen in Amerika
- Nord- und Zentralamerika:
  - Archaische Periode. Errichtung von Mounds in den östlichen Waldgebieten ab 4000 v. Chr.

- Südamerika:
  - Chinchorro-Kultur (7020 bis 1500 v. Chr.) in Nordchile und Südperu
  - Valdivia-Kultur (3950 bis 1750 v. Chr.) in Ecuador
  - Norte-Chico-Kultur (3500 bis 1800 v. Chr.) in Peru
  - Beginn der San-Agustín-Kultur (3300 v. Chr. bis 1550 n. Chr.)  in Kolumbien